# Balzan Football Club
El Balzan Football Club anteriormente llamado Balzan Youths FC es un equipo de fútbol de Malta que milita en la Primera División de Malta, la segunda liga de fútbol más importante del país.

## Historia
Fue fundado en el año 1935 en la ciudad de Hamrun y su primera temporada en la Premier League de Malta fue hasta la temporada 2003/04. Nunca han ganado el título de liga, pero sí el torneo de copa en una ocasión, por primera vez en el año 2019. Es un equipo más reconocido por su sección en fútbol sala, el cual es uno de los mejores equipos de Malta.

## Palmarés
- Copa Maltesa: 1

2018/19
- Primera División de Malta: 1

2002/03
- Tercera División de Malta: 1

1999/00

## Participación en competiciones de la UEFA

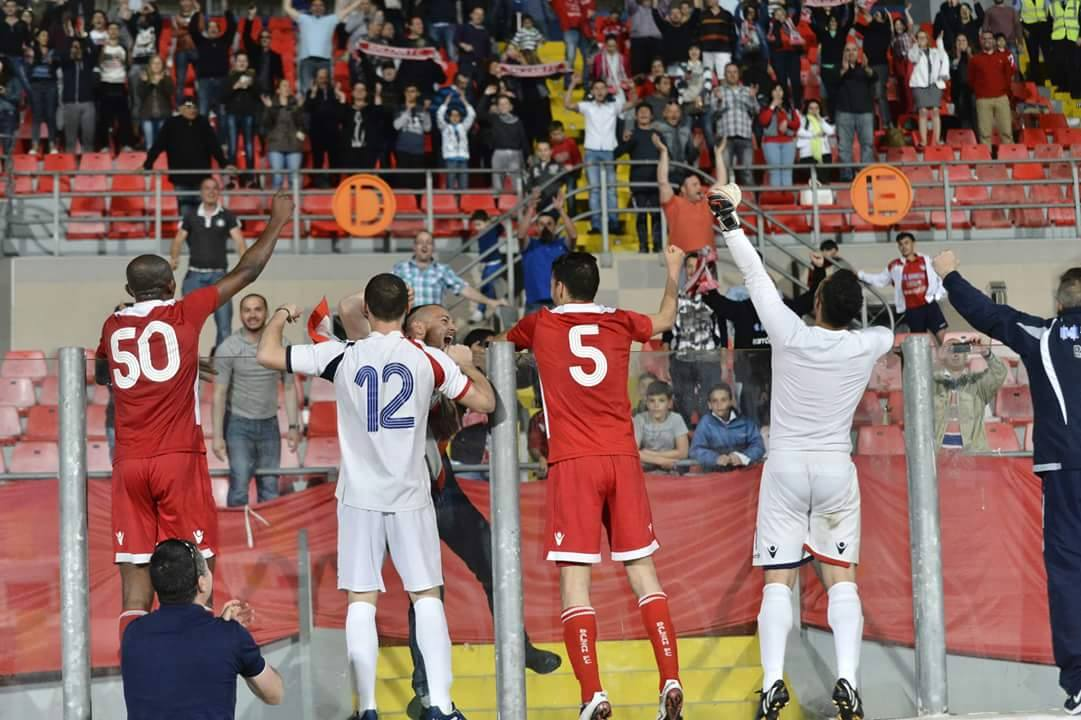
Jugadores y aficionados del Balzan F.C. celebran la clasificación a la UEFA Europa League por primera vez en su historia tras vencer 3 -1 a los campeones Hibernians F.C. el.

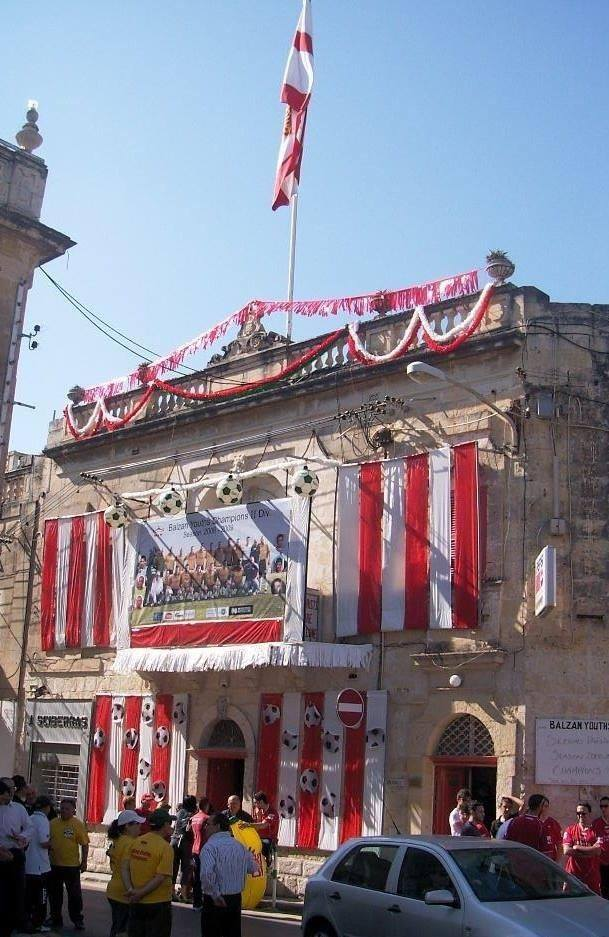
El "Solerville", sede del club.

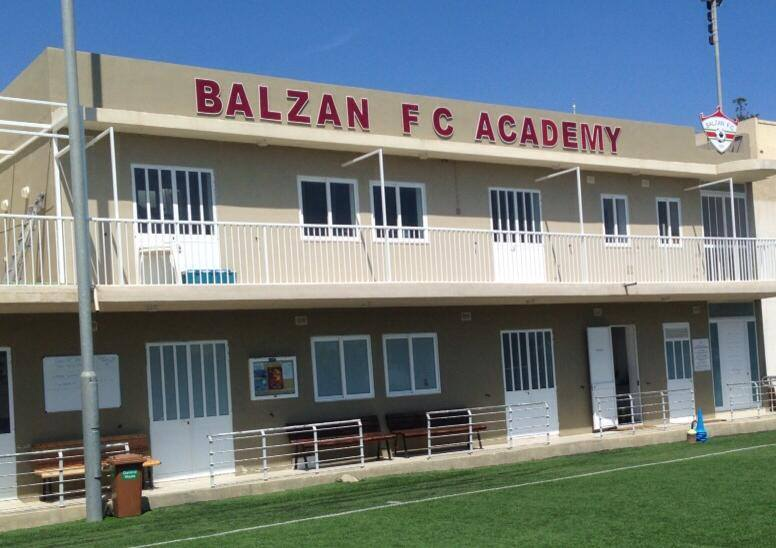
Centro de Entrenamiento.

| Temporada | Torneo                 | Ronda             | Club              | Casa       | Visita | Global |
| --------- | ---------------------- | ----------------- | ----------------- | ---------- | ------ | ------ |
| 2015–16   | UEFA Europa League     | 1ª Clasificatoria | Željezničar       | 0–2        | 0–1    | 0–3    |
| 2016–17   | UEFA Europa League     | 1ª Clasificatoria | Neftçi PFC Baki   | 0–2        | 2–1    | 2–3    |
| 2017-18   | UEFA Europa League     | 1ª Clasificatoria | Videoton FC       | 3–3        | 0–2    | 3–5    |
| 2018-19   | UEFA Europa League     | 1ª Clasificatoria | Keshla FK         | 4–1        | 1–2    | 5–3    |
| 2018-19   | UEFA Europa League     | 2ª Clasificatoria | Slovan Bratislava | 2–1        | 1–3    | 3–4    |
| 2019-20   | UEFA Europa League     | 1ª Clasificatoria | Domžale           | 3–4        | 0–1    | 3–5    |
| 2023-24   | UEFA Conference League | 1ª Clasificatoria | Domžale           | 1-3 (t.e.) | 4-1    | 5–4    |
| 2023-24   | UEFA Conference League | 2ª Clasificatoria | Neman Grodno      | 0-2        | 0-0    | 0-2    |

## Gerencia

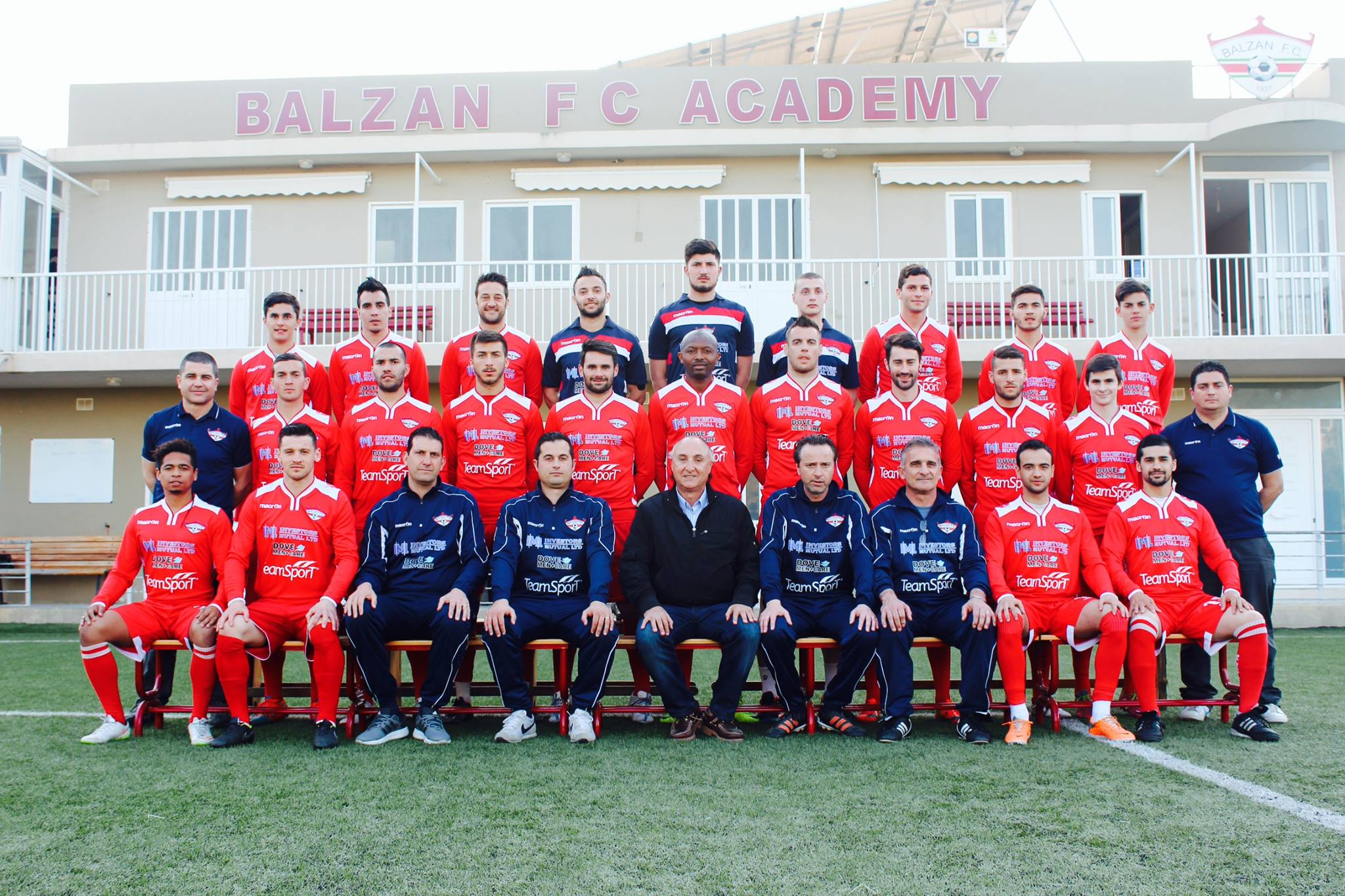
Plantilla del Balzan F.C.

| Puesto                        | Nombre                      |
| ----------------------------- | --------------------------- |
| Presidente Honorario          | Anton Tagliaferro           |
| Presidente                    | George Borg                 |
| Vicepresidentes               | Dr. J. Zammit Montebello MD |
| Vicepresidentes               | Joe Micallef                |
| Vicepresidentes               | Mario Vella                 |
| Secretario                    | Joseph Agius                |
| Director deportivo            | Vladimir Šimović            |
| Tesorero                      | Peter Cipriott              |
| Asistente del Tesorero        | Frankie Monreal             |
| Miembros del Comité Ejecutivo | Louis Ebejer                |
| Miembros del Comité Ejecutivo | Clifford Cipriott           |
| Miembros del Comité Ejecutivo | Olvin Galea                 |
| Miembros del Comité Ejecutivo | Mario Mifsud                |
| Miembros del Comité Ejecutivo | Mario Nappa                 |
| Miembros del Comité Ejecutivo | Noel Muscat                 |
| Miembros del Comité Ejecutivo | Randolph Bonnici            |

## Entrenadores
- Jimmy Briffa (1990-1993)
- Stephen Azzopardi (1998-2002)
- Fatos Daja (2002-2003)
- Jimmy Briffa (2003-2005)
- Ivan Zammit (2008-2009)
- David Carabott (2008-2009)
- Ivan Zammit (2010-2013)[5]
- Riccardo Tumiatti (2013)[5][6]
- Jesmond Zerafa (2013-2014)[7]
- Oliver Spiteri (2014-2017)[8]
- Marko Mičović (2017-2019)[9]
- Jacques Scerri (2019-2020)
- Alejandro Pantoja (2020-)